# Harim
Harim (arabisch حارم, DMG Ḥārim) ist eine Kleinstadt im Nordwesten von Syrien, die wegen ihrer zur Zeit der Kreuzfahrer Harenc genannten Festungsanlage bekannt ist.
Harim liegt im Gouvernement Idlib im Norden des Dschebel il-Ala, dem mittleren Teil des nordsyrischen Kalksteinmassivs am Rand der fruchtbaren Ebene des Nahr al-Asi (Orontes). Der Ort wurde um den Zitadellenhügel herumgebaut. 1932 gab es etwa 2000 Einwohner, die alle Sunniten waren, und eine Moschee. Die Bevölkerungszahl wurde für 2010 mit 24.403 errechnet.

## Burg
Die Burg sicherte im Mittelalter die Straße von Aleppo nach Antiochia und ans Mittelmeer. Der byzantinische Kaiser Nikephoros II. Phokas eroberte die Region 959 von den Arabern zurück und ließ die Festung als Brückenkopf zur Eroberung von Aleppo errichten.
Die Kreuzfahrer des Ersten Kreuzzugs nahmen die Festung zusammen mit der benachbarten Festung Artah im November 1097 ein, bevor sie die Belagerung von Antiochia aufnahmen. Die Festung blieb zwischen Christen und Muslimen schwer umkämpft. So eroberte Nur ad-Din sie 1149 ein erstes Mal. Ein verbündetes Heer der Kreuzfahrerstaaten unter König Balduin III. von Jerusalem eroberte sie im Februar 1157 zurück. Am 12. August 1164 unterlagen die Christen nahe der Festung in der Schlacht von Artah bei dem Versuch, die von den Muslimen belagerte Festung Harenc zu entsetzen. Im gleichen Jahr fiel die Festung erneut an Nur ad-Din, ehe sie gegen Ende des Jahrhunderts bei einem Erdbeben beschädigt und daraufhin um 1199 von den Ayyubiden ausgebaut wurde.
1260 wurde die Festung von einfallenden Mongolen weitgehend zerstört und verlor danach an Bedeutung.